# Чесновский Раковец
Чесновский Раковец (укр. Чеснівський Раковець) — село в Збаражской городской общине Тернопольского района Тернопольской области Украины.
Код КОАТУУ — 6122481803. Население по переписи 2001 года составляло 284 человека.
До 2020 года входило в Збаражский район.

## Географическое положение
Село Чесновский Раковец находится на расстоянии в 1,5 км от сёл Раковец и Гнездычно.
По селу протекает пересыхающий ручей.

## История
- 1227 год — дата основания.

## Объекты социальной сферы
- Клуб.
- Фельдшерско-акушерский пункт.